# 钍化合物

钍元素的反应

许多钍化合物是已知的，它和铀是最稳定且最易获得的锕系元素，并且是可在常规实验室中安全合法地大量研究的锕系元素。因此，它们的化学性质在锕系元素中研究得最多，因为它们的自热和辐射不足以像其他锕系元素（如钚）一样引起化学键的辐射分解。从锕系元素后部分起，这些元素主要形成三价的化合物，使之化学性质与相应的镧系元素相似，正如人们从周期性趋势中所预期的那样，钚前的锕系元素（因此包括钍和铀）都相对不稳定，因此离域化了5f和6d电子以与3族至8族的早期过渡金属相似的方式参与化学反应：因此，它们的所有价电子都可以参与化学反应，但对镎和钚来说，所有价电子参与反应并不常见。

## 简单化合物
- 二氧化钍，别名氧化钍，化学式ThO2。
- 四氟化钍是一种无机化合物。它是一种白色有吸湿性的粉末，可由金属钍与氟气直接化合制得。在温度高于500 °C时，它与空气中的水分反应，水解成ThOF2。[3]
- 四碘化钍，由钍和碘蒸气直接化合而成。
- 甲酸钍，是一种无机化合物，化学式为Th(HCOO)4
- 乙酸钍，化学式为Th(CH3COO)4。除了正盐，它也能形成碱式盐。
- 氢化钍，可由单质在300oC化合而成。
- 氮化钍，由钍在空气中燃烧而成，副产物氧化钍。